# UNC50
UNC50 (англ. Unc-50 inner nuclear membrane RNA binding protein) – білок, який кодується однойменним геном, розташованим у людей на 2-й хромосомі. Довжина поліпептидного ланцюга білка становить 259 амінокислот, а молекулярна маса — 30 373.
| 10         |  | 20         |  | 30         |  | 40         |  | 50         |
| ---------- |  | ---------- |  | ---------- |  | ---------- |  | ---------- |
| MLPSTSVNSL |  | VQGNGVLNSR |  | DAARHTAGAK |  | RYKYLRRLFR |  | FRQMDFEFAA |
| WQMLYLFTSP |  | QRVYRNFHYR |  | KQTKDQWARD |  | DPAFLVLLSI |  | WLCVSTIGFG |
| FVLDMGFFET |  | IKLLLWVVLI |  | DCVGVGLLIA |  | TLMWFISNKY |  | LVKRQSRDYD |
| VEWGYAFDVH |  | LNAFYPLLVI |  | LHFIQLFFIN |  | HVILTDTFIG |  | YLVGNTLWLV |
| AVGYYIYVTF |  | LGYSALPFLK |  | NTVILLYPFA |  | PLILLYGLSL |  | ALGWNFTHTL |
| CSFYKYRVK  |  |            |  |            |  |            |  |            |

A: Аланін

C: Цистеїн

D: Аспарагінова кислота

E: Глутамінова кислота

F: Фенілаланін

G: Гліцин

H: Гістидин

I: Ізолейцин

K: Лізин

L: Лейцин

M: Метіонін

N: Аспарагін

P: Пролін

Q: Глутамін

R: Аргінін

S: Серин

T: Треонін

V: Валін

W: Триптофан

Кодований геном білок за функцією належить до фосфопротеїнів. 
Задіяний у таких біологічних процесах, як транспорт, транспорт білків, ацетилювання. 
Білок має сайт для зв'язування з РНК. 
Локалізований у ядрі, мембрані, апараті гольджі.